# St. Anna (Schnaitsee)

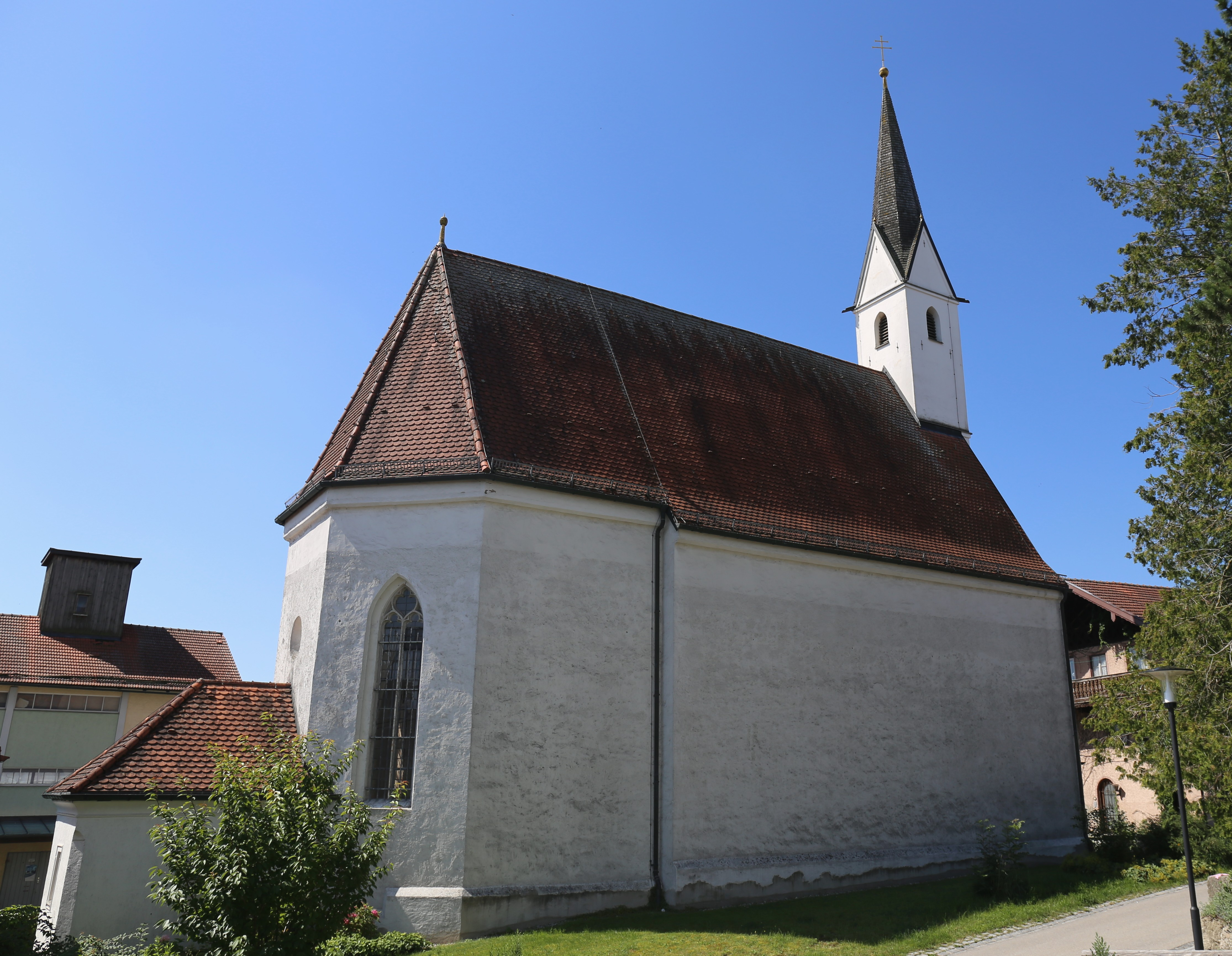
St. Anna in Schnaitsee

St. Anna in Schnaitsee im oberbayerischen Landkreis Traunstein ist eine römisch-katholische Kirche. Sie ist in der Liste der Baudenkmäler in Schnaitsee Baudenkmal unter der Nr. D-1-89-142-3 eingetragen und ist eine Filialkirche der Pfarrei Mariä Himmelfahrt Schnaitsee im Dekanat Rosenheim des Erzbistums München und Freising.

## Beschreibung
Die spätgotische Saalkirche wurde wahrscheinlich um 1510 erbaut. Sie besteht aus dem Langhaus zu drei Jochen, dem eingezogenen, dreiseitig geschlossenen Chor mit einer Sakristei an der Stirnwand im Osten und einem quadratischen Giebelreiter mit einem 1837 aufgesetzten spitzen Helm im Westen. Zuvor war der Giebelreiter mit einer Zwiebelhaube abgeschlossen.
In dem Giebelreiter hängt eine kleine Bronzeglocke mit dem Schlagton a″, die im 13. oder 14. Jahrhundert gegossen worden sein dürfte; Genaues ist nicht bekannt. Sie hat einen Durchmesser von 375 Millimetern und ist 35 Kilogramm schwer.
Der Innenraum der Kirche ist mit einem Sterngewölbe überspannt. 
Der Hochaltar entstand wie auch die Seitenaltäre im 17. Jahrhundert, in der Zeit des Frühbarock. In seiner großen, rundbogigen Nische zwischen zwei kannelierten Säulen sind in aus Holz geschnitzten Figuren oben die Personen der  Heiligen Dreifaltigkeit dargestellt: links Jesus, rechts Gottvater, beide in langem Gewand und mit Krone, Jesus hält im rechten Arm das Kreuz. Jede der zwei Figuren ist von einem kleinen Engel begleitet. Über ihnen schwebt in einem Strahlenkranz der Heilige Geist in Gestalt der Taube. Unten in der Nische sind es jeweils sitzend links Maria mit dem Jesuskind, rechts ihre Mutter, die heilige. Anna. Der Altarauszug zeigt in einem ovalen Gemälde als Halbfigur Gottvater (?). In den schmalen Seitennischen des Altars stehen relativ kleine Statuen des heiligen Josef und des heiligen Florian.